# Hydraena sublapsa
Hydraena sublapsa är en skalbaggsart som beskrevs av Armand D'Orchymont 1945. Hydraena sublapsa ingår i släktet Hydraena och familjen vattenbrynsbaggar. Inga underarter finns listade i Catalogue of Life.